# Wielki kryzys w Polsce

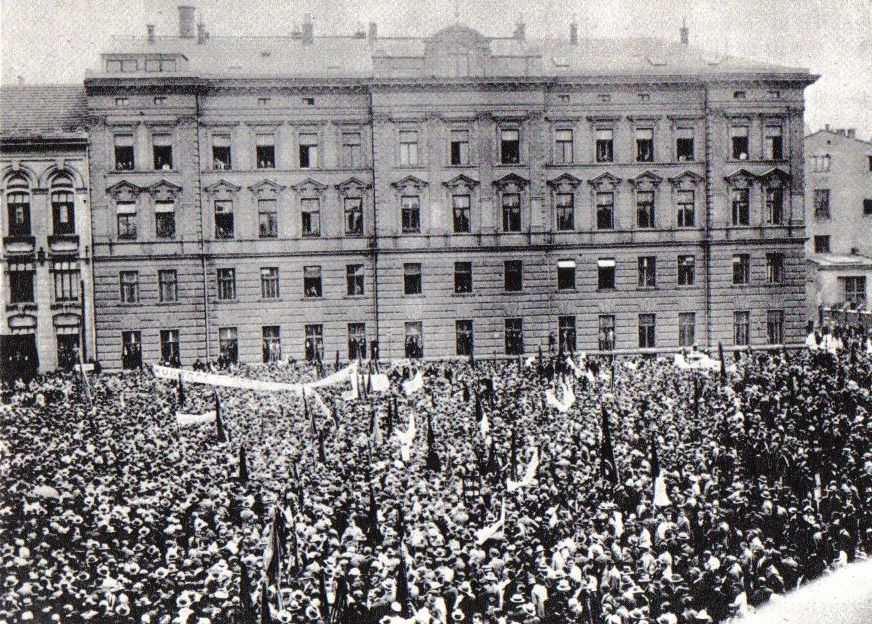
Demonstracja Centrolewu w Krakowie, 1930

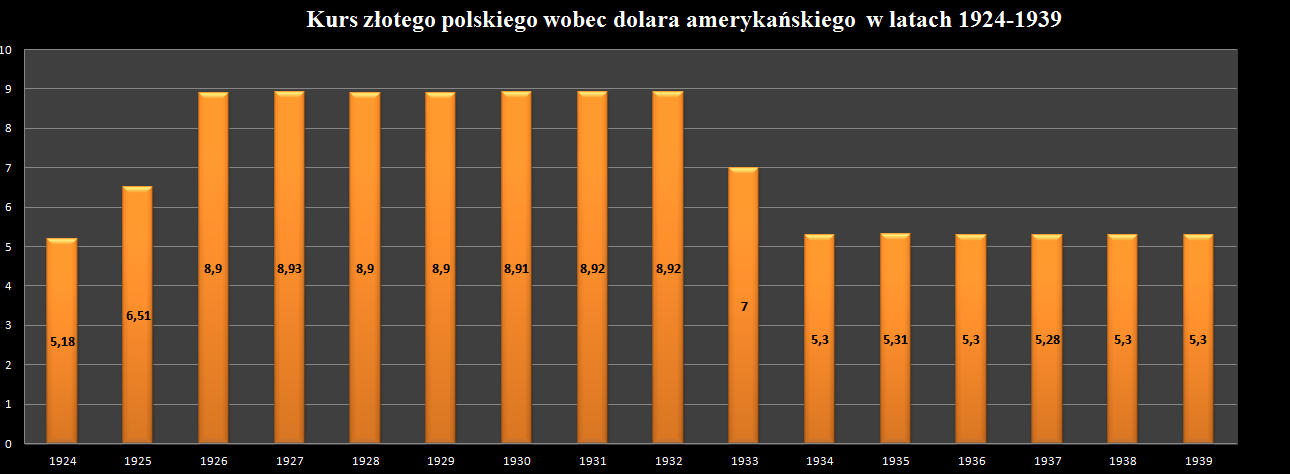
Kurs złotego względem dolara w latach 1924–1939. Umocnienie się złotego było wynikiem odejścia USA od parytetu złota i dewaluacji dolara w 1933

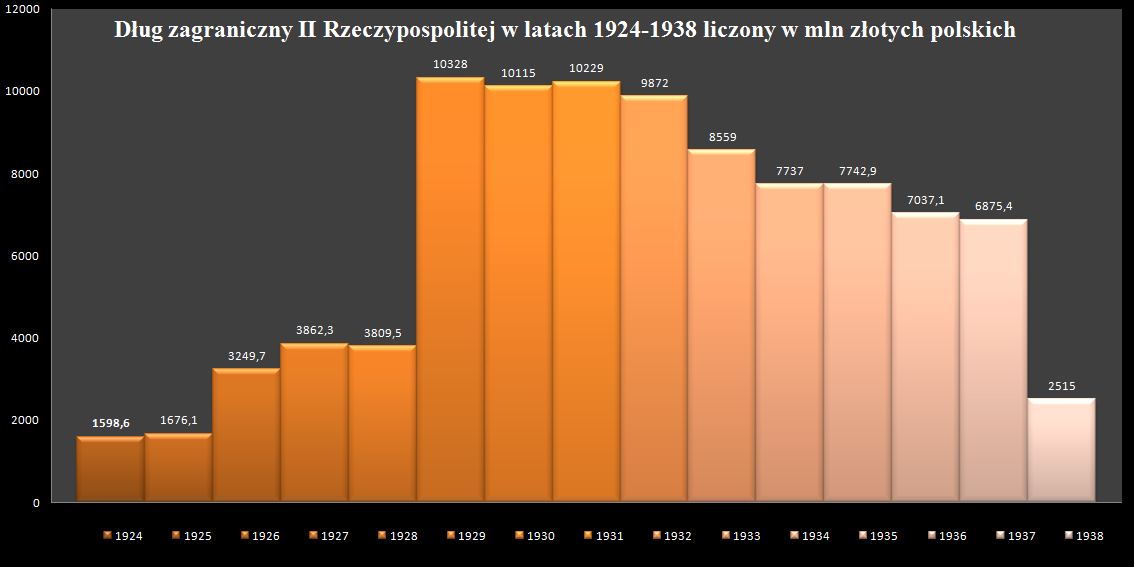
Dług zewnętrzny Polski w latach 1924–1938

Detonatorem, który uruchomił światowy kryzys gospodarczy, był krach giełdowy na giełdzie nowojorskiej. Czwartek 24 października 1929 przeszedł do historii kapitalizmu jako „czarny czwartek” – dzień, kiedy na rynku pojawiło się kilkadziesiąt milionów akcji i obligacji, które nie znalazły nabywców. W ciągu najbliższych dni nastąpiło gigantyczne załamanie, które pociągnęło za sobą panikę na innych giełdach i zapoczątkowało okres wielkiego kryzysu. Wielostronne powiązania gospodarcze, łączące wszystkie kraje kapitalistyczne spowodowały, że kryzys ogarnął stopniowo całą Europę. Kryzys w Polsce był znacznie głębszy i dłuższy wskutek zachowania wymienialności złotego na złoto (parytet złota), podczas gdy wiele krajów od niego odeszło i zdewaluowało swoje waluty, co uczyniło polskie towary za granicą droższymi. Szacuje się, że w latach 1929–1935 polski produkt krajowy zmniejszył się o 52%. W 1936 produkcja przemysłowa w krajach po dewaluacji osiągnęła 127% poziomu z 1929, w krajach złotego bloku średnio 86%, w tym w Polsce 72%. Za koniec recesji w Polsce można uznać dopiero 1935 r., mimo że kryzys przemysłowy zaczął przełamywać się już w 1933 r.

## Kryzys w rolnictwie
W rolnictwie polskim kryzys powodował przede wszystkim spadek cen artykułów produkowanych i sprzedawanych przez wieś. W 1935 r. spadły one średnio o 65% w porównaniu ze stanem z 1928: aby otrzymać tę samą sumę pieniędzy co w 1928, rolnik musiał sprzedać w 1935 r. trzykrotnie większą ilość swych produktów rolnych. Mimo spadku opłacalności produkcji rolniczej chłop nie mógł powstrzymać się od sprzedaży swych produktów, gdyż musiał płacić podatki, spłacać długi oraz kupować niezbędne wyroby przemysłowe. Trudną sytuację przedstawia fakt zadłużenia wsi, które w 1932 szacowane było na 4,3 mld zł. Spłaty tej sumy były absolutnie niemożliwe, ponieważ wartość całego zbytu produkcji rolnej w 1933 wyniosła tylko ok. 1,5 mld zł.
Aby podołać rosnącym wydatkom i chcąc ratować swoje przychody, rolnicy starali się zwiększyć produkcję (nakładem własnej pracy), oraz ograniczać spożycie własne i rodziny (zjawisko tzw. podaży głodowej), przeznaczając więcej towarów na sprzedaż. Produkcja zboża i ziemniaków w okresie kryzysu była wyższa niż w latach 1926–1928. Lepsze wyniki uzyskano dzięki zwiększeniu powierzchni ziemi uprawnej o 1200 tys. ha – zatem o wzroście produkcji roślinnej decydowały ekstensywne czynniki rozwoju. Zmniejszenie opłacalności produkcji zbożowej spowodowało większe zainteresowanie gospodarką hodowlaną – w latach 1929–1935 o 700 tys. wzrosła liczba krów oraz o 1900 tys. trzody chlewnej.
Jak widać, rozmiary produkcji rolnej nie uległy wpływom kryzysu. W rezultacie ukształtowała się wysoka podaż artykułów rolnych, nadmierna w porównaniu z kurczącym się spożyciem w miastach (spadek zarobków robotników, rosnące bezrobocie), co powodowało dalsze obniżenie się cen płodów rolnych. Ceny artykułów rolnych spadały w stopniu o wiele większym niż ceny artykułów przemysłowych. Nastąpiło tzw. rozwarcie nożyc cen. Postępująca pauperyzacja rolnictwa wpłynęła bezpośrednio na sytuację materialną i poziom życia chłopów, zwłaszcza mało- i średniorolnych. Najsilniej odczuły skutki kryzysu obszary najuboższe na wschodzie i południu Polski, gdzie rolnictwo było najbardziej rozdrobnione – chłopi przestali kupować węgiel (używając słomy jako surowca energetycznego) i odzież (ubrania produkowano chałupniczo z wełny i lnu).

## Kryzys w przemyśle

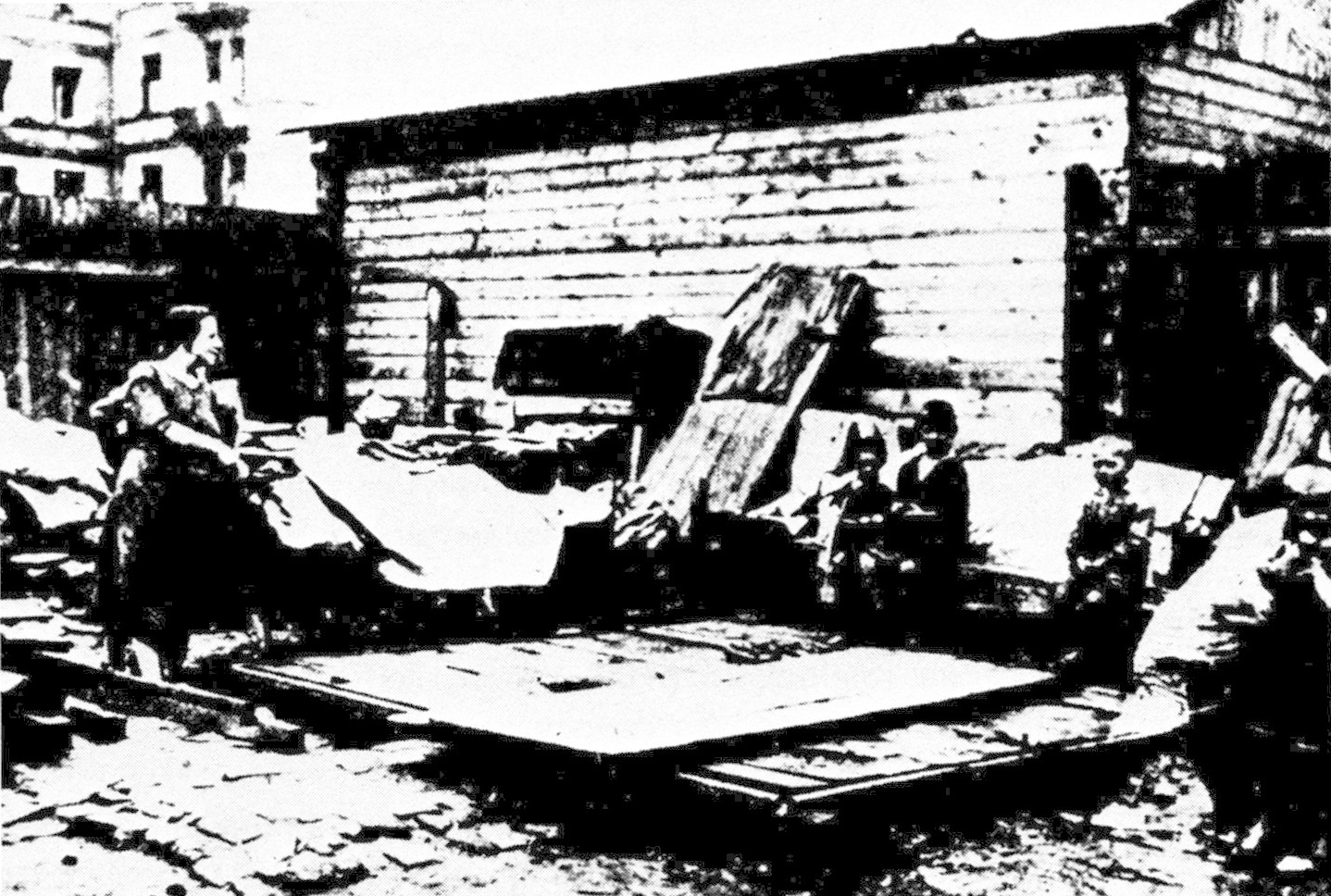
Wyeksmitowana rodzina bezrobotnych w Warszawie, 1930

Kryzys przemysłowy objawił się głównie w postaci spadku produkcji. Największy regres miał miejsce w górnictwie i przemyśle ciężkim, tj. w działach stanowiących o potencjale gospodarczym kraju. Wydobycie węgla kamiennego w 1932 było o 27% niższe niż w 1928, produkcja stali zmniejszyła się o 61%, zaś rudy żelaza o 89% W tej sytuacji poszczególne branże zmniejszały zdolność produkcyjną. I tak w przemyśle górniczo-hutniczym zmalała ona w latach 1929–1933 o 13,1%, we włókienniczym o 14,2%, w metalowym – o 13,9%, w cukrowniczym – o 13,5%.
Kryzys nie dotknął w jednakowym stopniu wszystkich branż wytwórczości. W okresie kryzysu rozwijał się przemysł elektrotechniczny i przemysł skórzany. Były to jedyne działy wytwórczości, które powiększyły zatrudnienie, aczkolwiek przyrost absolutny był nieznaczny. W latach 1929–1935 wzrosła produkcja energii elektrycznej, gazu ziemnego, papieru, przędzy bawełnianej oraz wydobycie soli potasowych. Poważny ruch inwestycyjny miał miejsce jedynie w przemyśle energetycznym (wzrost mocy z 1285 do 1518 tys. kW).
Spadek produkcji doprowadził do pogorszenia się sytuacji finansowej przedsiębiorstw. W tej sytuacji kapitaliści zawierali coraz częściej porozumienia dotyczące warunków produkcji i cen, które mimo spadku wielkości produkcji zapewniałyby możliwie wysokie zyski. Dlatego w okresie kryzysu nastąpił gwałtowny rozwój monopolizacji – liczba karteli powiększyła się ze 133 do 274. Kartele, dążąc do maksymalizacji cen, zamykały zakłady przemysłowe, w których koszty wytwarzania według ich kalkulacji były zbyt duże.
Bardziej odporne na wpływy kryzysu okazały się przedsiębiorstwa mniejsze, w których na ogół robotnicy mniej zarabiali. W rezultacie rosła liczba małych i średnich przedsiębiorstw. Było to zjawisko dekoncentracji przemysłu, które stanowiło jedną z cech charakterystycznych wielkiego kryzysu w Polsce.
Konsekwencją zamykania zakładów pracy i ograniczania produkcji przemysłowej był wzrost bezrobocia. W okresie dna kryzysu odsetek bezrobotnych w Polsce przekroczył 43%. Powiększające się bezrobocie umożliwiało obniżenie płac nominalnych. Przyjmując poziom wypłat z 1928 r. za 100, w 1932 wyniosły one – 49, a w 1933 – 44. Realna wartość wynagrodzeń wypłacanych robotnikom zmniejszała się wolniej niż ich poziom nominalny, ponieważ koszty utrzymania spadały ze względu na silne tendencje zniżkowe artykułów spożywczych.

## Polityka rządu wobec kryzysu

Tablica upamiętniająca uczestników krakowskiej manifestacji, poległych w starciu z Policją w 1936 r.

W okresie kryzysu rząd polski bronił wymienialności złotego na złoto (parytet złota) poprzez ochronę rezerw złota Banku Polskiego klasycznymi metodami deflacji. Najbardziej istotną cechą polityki deflacyjnej było dostosowanie całości elementów życia gospodarczego do zasady utrzymania ustabilizowanej waluty, tj. stałego kursu walutowego wobec krajów utrzymujących wymienialność na złoto. W praktyce polegało to na zahamowaniu wzrostu obiegu pieniężnego poprzez wysokie stopy procentowe, wprowadzeniu przez Bank Polski ograniczeń kredytowych, zmniejszeniu środków na inwestycje oraz cięciu wydatków budżetowych.
Do 1932 r. rząd polski prowadził politykę przystosowania się do kryzysu – zmniejszano produkcję przemysłową, obniżano ceny i realne dochody ludności. Władze większości innych państw skutkom kryzysu przeciwdziałały bardziej aktywnie. W początkowych latach kryzysu rząd polski wykazał pewną aktywność jedynie w dziedzinie rolnictwa i związanego z nim handlu zagranicznego. W listopadzie 1929 wprowadzono tzw. zwroty ceł przy eksporcie zboża. Rząd polski wykazał także inicjatywę w zorganizowaniu tzw. Bloku Agrarnego, w którego skład obok Polski weszły państwa takie jak: Bułgaria, Czechosłowacja, Jugosławia, Rumunia i Węgry. Wysiłki tych państw zmierzające do uzyskania uprzywilejowanych warunków wywozu zbóż do Europy Zachodniej nie przyniosły jednak większych rezultatów.
Kompleksowy program walki z kryzysem uchwalono pod koniec 1932 r. Jego podstawowe założenia zmierzały do zwiększenia opłacalności gospodarki rolnej, obniżenia cen wyrobów przemysłowych (w szczególności skartelizowanych), wzrostu zatrudnienia oraz pobudzenia eksportu. Chodziło zatem o zwiększenie popytu na rynku wewnętrznym i zagranicznym. W okresie kryzysu rozszerzono znacznie front robót publicznych. W pierwszej fazie kryzysu zatrudniano przy robotach ponad 20 tys. bezrobotnych. W 1935 r. zajęcie przy nich znalazło prawie 100 tys. osób. Aktywizacja robót miała w zamierzeniu odnieść skutek nie tylko ekonomiczny (domniemany wzrost popytu), ale także społeczny. Zmniejszanie bezrobocia miało osłabić skłonność do strajków. Po śmierci Józefa Piłsudskiego w 1935 ograniczono w 1936 wymienialność złotego na złoto, co umożliwiło bardzo aktywną politykę pieniężną i budżetową. Rozpoczęto m.in. budowę Centralnego Okręgu Przemysłowego. W latach 1936–1938 produkcja przemysłowa rosła ponad 10% rocznie.
W latach kryzysu nastąpił w Polsce rozwój etatyzmu. Wiele przedsiębiorstw przeszło na własność państwa, ponieważ nie były w stanie spłacić kredytów uzyskanych od banków rządowych, zwłaszcza po niespodziewanych wstrzymaniach zamówień rządowych.
Ubocznym skutkiem kryzysu i wprowadzonych przez rząd opłat od posiadaczy samochodów na Fundusz Drogowy, z którego miało być finansowane utrzymanie dróg, było pogorszenie stanu dróg i załamanie się motoryzacji w Polsce. Liczba samochodów cywilnych ogółem spadła z 38 760 na początku 1931 roku do 27 949 na początku 1932 roku, w tym 13 915 osobowych.